# Edward James Olmos
Edward James Olmos (født 24. februar 1947) er en amerikansk skuespiller og instruktør.
For det danske publikum er Olmos mest berømt i rollen som politimester Martin Castillo i tv-serien Miami Vice og i rollen som William Adama i science fiction-serien Battlestar Galactica (2004-2009), og som detektiven Gaff i Blade runner. Han har haft små roller i andre tv-serier, såsom Cannon, Kojak, Hawaii Five-O, Distrikt Hill Street  og Præsidentens mænd. Asteroid 5608 Olmos er opkaldt efter ham.